# 佐賀空港
佐賀空港（さがくうこう、英: SAGA AIRPORT）は、佐賀県佐賀市川副町大字犬井道にある地方管理空港である。公称は九州佐賀国際空港（きゅうしゅうさがこくさいくうこう、英: KYUSHU-SAGA International AIRPORT）。

## 概要

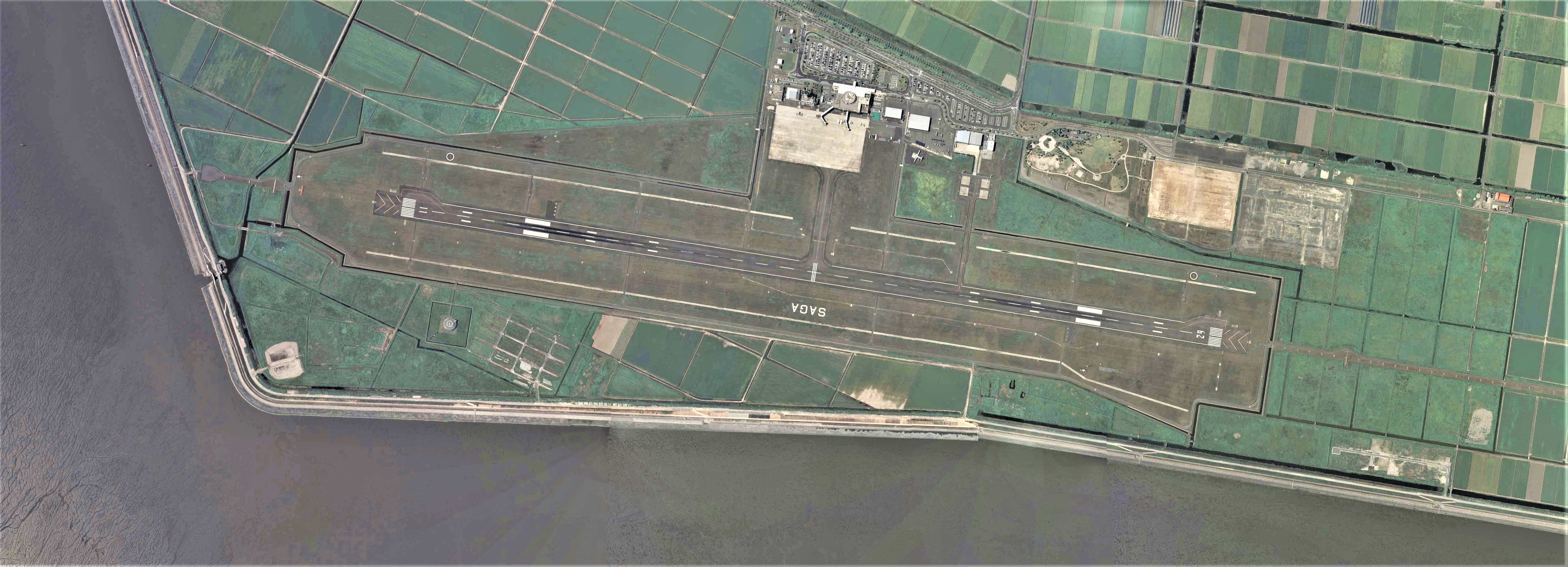
佐賀空港の空中写真。
。2008年撮影の5枚を合成作成。

佐賀県南部の有明海に面した干拓地に、1998年7月28日に開港。旅客ターミナルビルの住所は佐賀県佐賀市川副町大字犬井道9476番地187。
干拓地に近い立地のためバードストライクが多発しており、離島空港を除けば全国で最も発生率の高い空港の1つである。そのため、当空港では対策として爆音機の導入や滑走路のパトロール、散弾銃での威嚇（いかく）射撃などを行っている。
開港以来、福岡空港の混雑を避けたチャーター便の発着が見られ、アジア圏への定期的チャータープログラムが組まれることもある。
開港当時から赤字が続いており、2017年度の赤字は約1億7900万円。佐賀県は利用客を増やそうと、乗合タクシーにおいても佐賀市南部エリア発着を除き補助金を支出している。また、佐賀県の補助において、航空機の夜間滞泊（ナイトステイ）が東京/羽田便において行われている。東京発最終便が乗客を降ろした後、当空港で夜を明かし、翌朝早朝に東京に向けて出発する。これによって東京日帰り出張が可能と謳い、結果として東京便は開港当初の1日2往復から3往復となった（その後さらに増え、2019年6月現在は5往復）。県は乗務員の宿泊費用などの負担や、夜間の駐機料を免除するなどの補助を行い、2011年度までに総額約76億円を支出している。
2015年5月、山口祥義佐賀県知事は、愛称を「有明佐賀空港」から変更する意向を表明し、2016年1月16日に九州佐賀国際空港へと変更した。
開港以来、航空管制官の配置がなかった所謂「レディオ空港」であったが、2025年4月より航空管制官を配置、7月1日より飛行場管制業務を開始した。福岡空港に配置された航空管制運航情報官による夜間の他飛行場援助業務、航空管制官による進入・ターミナルレーダー管制は引き続き行われている。

## 統計

### 利用者数
元のウィキデータクエリを参照してください.
| 年度     | 乗降客数（人） | 乗降客数（人） | 乗降客数（人） |
| 年度     | 国内線         | 国際線         | 合計           |
| -------- | -------------- | -------------- | -------------- |
| 1998年度 | 283,530        | 0              | 283,530        |
| 1999年度 | 341,196        | 0              | 341,196        |
| 2000年度 | 314,434        | 0              | 314,434        |
| 2001年度 | 332,105        | 0              | 332,105        |
| 2002年度 | 308,950        | 0              | 308,950        |
| 2003年度 | 301,242        | 0              | 301,242        |
| 2004年度 | 268,185        | 0              | 268,185        |
| 2005年度 | 270,210        | 0              | 270,210        |
| 2006年度 | 288,008        | 0              | 288,008        |
| 2007年度 | 278,155        | 0              | 278,155        |
| 2008年度 | 317,872        | 0              | 317,872        |
| 2009年度 | 226,842        | 0              | 283,014        |
| 2010年度 | 332,954        | 0              | 332,954        |
| 2011年度 | 295,429        | 6,837          | 302,266        |
| 2012年度 | 313,200        | 34,142         | 347,342        |
| 2013年度 | 323,414        | 48,596         | 372,010        |
| 2014年度 | 470,421        | 79,675         | 550,096        |
| 2015年度 | 543,692        | 89,968         | 633,660        |
| 2016年度 | 560,358        | 100,717        | 661,075        |
| 2017年度 | 589,744        | 186,677        | 776,421        |
| 2018年度 | 589,101        | 229,895        | 818,996        |
| 2019年度 | 581,427        | 148,732        | 730,159        |
| 2020年度 | 113,395        | 0              | 113,395        |
| 2021年度 | 145,233        | 0              | 145,233        |
| 2022年度 | 345,395        | 0              | 345,395        |

2020年3月から新型コロナ禍の影響で、乗降客数が激減し、特に国際線は2020年度～2021年度はゼロとなった。
なお、2017年度の貨物（夜間）は合計3,932 トンであった。

## 歴史
- 1993年（平成5年）7月30日：着工[10]。
- 1998年（平成10年）7月28日：開港[3]。東京便２便／日、大阪便２便／日、名古屋便１便／日[11]。
- 1999年（平成11年）
  - 4月1日：西鉄バスが定期路線（佐賀空港－西鉄柳川）を廃止。
  - 7月20日：昭和バスと西肥バスが定期路線を廃止。
  - 8月31日：祐徳バスが定期路線を廃止。
- 2000年（平成12年）7月：東京国際空港便の夜間駐機開始。
- 2001年（平成13年）
  - 9月1日：日本エアシステムの大阪国際空港便 運休。
  - 9月：大阪便減便（２便／日→１便／日）[11]。
- 2002年（平成14年）11月1日：大阪国際空港便 増便（1日2往復）[11]。
- 2003年（平成15年）2月1日：名古屋空港便 運休[11]。
- 2004年（平成16年）7月8日：東京国際空港との間で夜間貨物便が就航（２便／日）[11]。
- 2005年（平成17年）10月1日：東京国際空港便 増便（1日2往復から3往復へ）[11]。
- 2006年（平成18年）
  - 2月：東京便貨物専用機により運航（１便／日）[11]。
  - 2月24日：中部国際空港との間に貨物専用機での貨物便就航（１便／日）[11]。
  - 8月1日：中部国際空港路線を利用した国際貨物輸送開始。
- 2007年（平成19年）10月5日：チャイナエアラインのチャーター機が滑走路をオーバーラン。過走帯灯1灯を破壊。
- 2008年（平成20年）
  - 1月7日：関西国際空港との間の夜間貨物便 就航。（中部国際空港路線からの変更）
  - 7月1日：佐賀空港発東京国際空港行きと、関西国際空港発佐賀空港行きの夜間貨物便 運休 (東京→佐賀、佐賀→関西は運航継続)[11]。航空会社独自による北部九州マルチエアポート制が設定開始。
  - 11月1日：東京国際空港便 増便（1日3往復から4往復へ）[11]。
- 2010年（平成22年）10月31日：羽田－佐賀、佐賀－関空間夜間貨物便減便（土日祝運休）
- 2011年（平成23年）1月5日：大阪国際空港便 運休[11]。
- 2012年（平成24年）
  - 1月18日：春秋航空による上海浦東国際空港（上海）線（プログラムチャーター便）が就航。
  - 1月：上海便就航（２便／週）就航[11]。
  - 7月：上海便増便（２便／週→３便／週）[11]。
- 2013年（平成25年）
  - 9月2日：有明佐賀空港 - 福岡直行高速バス路線（西鉄バス）が運行開始。
  - 12月：国際線ターミナルビル完成、運用開始[12]。
  - 12月20日：ティーウェイ航空による仁川国際空港（ソウル）線 就航[12]。（３便／週）[11]。
- 2014年（平成26年）
  - 2月4日：夜間貨物便の運航ルートを関西－羽田－佐賀－関西の片道運航から羽田－佐賀間往復運航に変更。
  - 7月1日：全日本空輸による東京国際空港線 増便（1日5往復）[13][14]。
  - 7月：防衛省は2015年度から陸上自衛隊に導入される新型輸送機 MV-22オスプレイ の全17機を佐賀空港に配備を目指す意向を表明した[15]。
  - 12月：貨物便の佐賀→関西が運休し、佐賀→東京が就航[11]。
- 2014年（平成26年）
  - 7月：東京便増便（４便／日→５便／日）[11]。
  - 8月1日：春秋航空日本による成田国際空港（東京）線 就航[16][17]成田便就航（2便／日）[11]。
  - 8月10日：米軍普天間飛行場に配備されている新型輸送機オスプレイの佐賀空港への暫定移駐案を防衛省が当面見送る考えを示した[18]。
  - 10月：成田便減便（2便／日⇒1便／日）[11]。
  - 10月：上海便深圳延伸[11]。
  - 12月：上海便深圳延伸休止[11]。
- 2016年（平成28年）
  - 1月16日 : 愛称を「九州佐賀国際空港」に変更した[2]。
  - 11月8日：垂直離着陸輸送機オスプレイのデモフライトを実施。
- 2017年 (平成29年)
  - 3月26日：成田国際空港便 増便（1日2往復）
  - 3月27日：仁川国際空港便 増便（週5往復）
  - 5月11日：仁川国際空港便 増便（1日1往復）
  - 6月12日：タイガーエア台湾による台湾桃園国際空港（台北）線（プログラムチャーター便）が就航。※インバウンドのみ
  - 10月29日：成田国際空港便 減便（1日1往復）
- 2018年（平成30年）
  - 7月29日：タイガーエア台湾による台北プログラムチャーター便が佐賀からの搭乗利用開始。
  - 10月28日：タイガーエア台湾による台湾桃園国際空港（台北）線が定期便化し就航[19]。
  - 12月23日：ティーウェイ航空による金海国際空港（釜山）線[20] と大邱国際空港（大邱）線（プログラムチャーター便）[21] が就航。
- 2019年（平成31年/令和元年）
  - 1月24日：上海浦東国際空港（上海）線 増便（週4往復）
  - 4月：ターミナルビル増改築工事　着工
  - 3月31日：ティーウェイ航空による大邱国際空港（大邱）線が定期便化し就航[22]。羽田－佐賀間で就航していた夜間貨物便が全便運休[23]。
  - 5月28日：ティーウェイ航空による大邱国際空港（大邱）線が運休[24]。
  - 5月30日：レンタカーターミナル　オープン
  - 8月19日：ティーウェイ航空による仁川国際空港（ソウル）線、釜山金海国際空港（釜山）線が運休[25]。
  - 10月28日：春秋航空による西安咸陽国際空港（西安）線が就航[26]
- 2020年（令和2年）
  - 3月：新型コロナ禍の影響で、国際便がすべて運休となった。
- 2021年（令和3年）
  - 7月：ターミナルビル増改築工事　竣工
- 2023年（令和5年）
  - 4月：タイガーエア台湾の台北便が再開（週2往復）[27]。
  - 6月24日：スプリング・ジャパン （旧春秋航空日本）による成田国際空港（東京）便 運休。 最終便の出発時には、空港のスタッフや有明佐賀航空少年団の小中学生らがエプロン付近で出発する航空機（機体記号：JA04GR）を見送った[28]。
- 2025年（令和7年）
  - 4月1日：航空管制官を配置[29]。
  - 7月1日：航空管制官による飛行場管制業務を開始（レディオ空港から管制空港へ転換）[29][7]。
  - 7月4日：有視界飛行方式により佐賀空港から出発する自衛隊等の航空機の飛行計画の通報（航空法第97 条第２項関連）及び到着した自衛隊等の航空機の到着の通知の受理（航空法第98 条関連）に関する権限を防衛大臣に委任する政令を公布予定[30]。
  - 7月9日：佐賀駐屯地を開設[31][32]。

### 陸上自衛隊のオスプレイの配備計画
陸上自衛隊が導入予定の輸送機V-22の配備が計画されている。南西諸島防衛を主眼として相浦駐屯地に拠点を置く離島防衛専門の水陸機動団とセットで計画された。
1990年空港建設に際して県と県有明海漁協は協定を結び、付属文書で空港を自衛隊と共用しないと約束した。2013年12月、陸上自衛隊へのオスプレイ17機の導入が閣議決定され、2014年7月、防衛省は佐賀空港への配備を佐賀県に正式に要請した。2018年8月24日、防衛省の計画を佐賀県（山口祥義知事）が受け入れると発表された。2018年9月から2020年6月まで九州防衛局は漁協支所に説明した。2020年7月、防衛省は協議難航のためにオスプレイを暫定的に木更津駐屯地に配備したが、その期限は5年以内と地元と合意したために、2025年7月までに佐賀空港に配備するべく協定見直しを急いでいる。2021年3月、九州防衛局は空港周辺4か所のうち1か所（南川副副支所）のみに事前説明をおこない、土地買収額は1平方メートル4350円が上限であると説明し、残り3か所は反発し、6月25日、地権者説明会直前に廣瀬律子局長が交代した。
2021年までにオスプレイ17機が配備される予定。発着料として、20年間で100億円が佐賀県に支払われる。しかし公害防止協定の改定や用地交渉の手続きが難航し見通しは立っておらず、11月に防衛省は国内への納入延期を発表した。2020年3月26日、V-22の導入を前に運用部隊として、輸送航空隊が新編された。佐賀空港への正式配備までは木更津駐屯地に暫定配備され、同年7月にV-22を木更津で受領した。2023年2月27日、佐賀市の坂井英隆市長が計画の受け入れを表明した。同年5月18日、駐屯地予定地の名義を持つ県有明海漁協と防衛省は土地の売買契約を締結し、2023年6月12日、佐賀空港隣接地に駐屯地の建設工事を開始した。2025年（令和7年）7月9日の佐賀駐屯地開庁と同時にV-22の移転を開始。同年8月中旬までの移転を予定しており、同年８月12日完了した。また、目達原駐屯地に所在するヘリコプター約50機を佐賀駐屯地に移転する計画も予定されている。

### 発着枠拡大に対する計画
上記のオスプレイ離着陸など、佐賀空港の発着枠増大に対して、佐賀県は滑走路の延長・平行誘導路の建設を予定している他、国土交通省は開港以来配置のなかった航空管制官の配置による飛行場管制の導入が計画された。2025年7月1日よりコールサイン「佐賀タワー」が設置され、出発承認、地上走行、離発着を一元的に管理する。また、同日より気象情報などを自動通報するATISも設置された。一方で、福岡空港からの進入・ターミナルレーダー管制、早朝・夜間の他飛行場援助業務は継続となる。

## 施設

### 国内線ターミナル

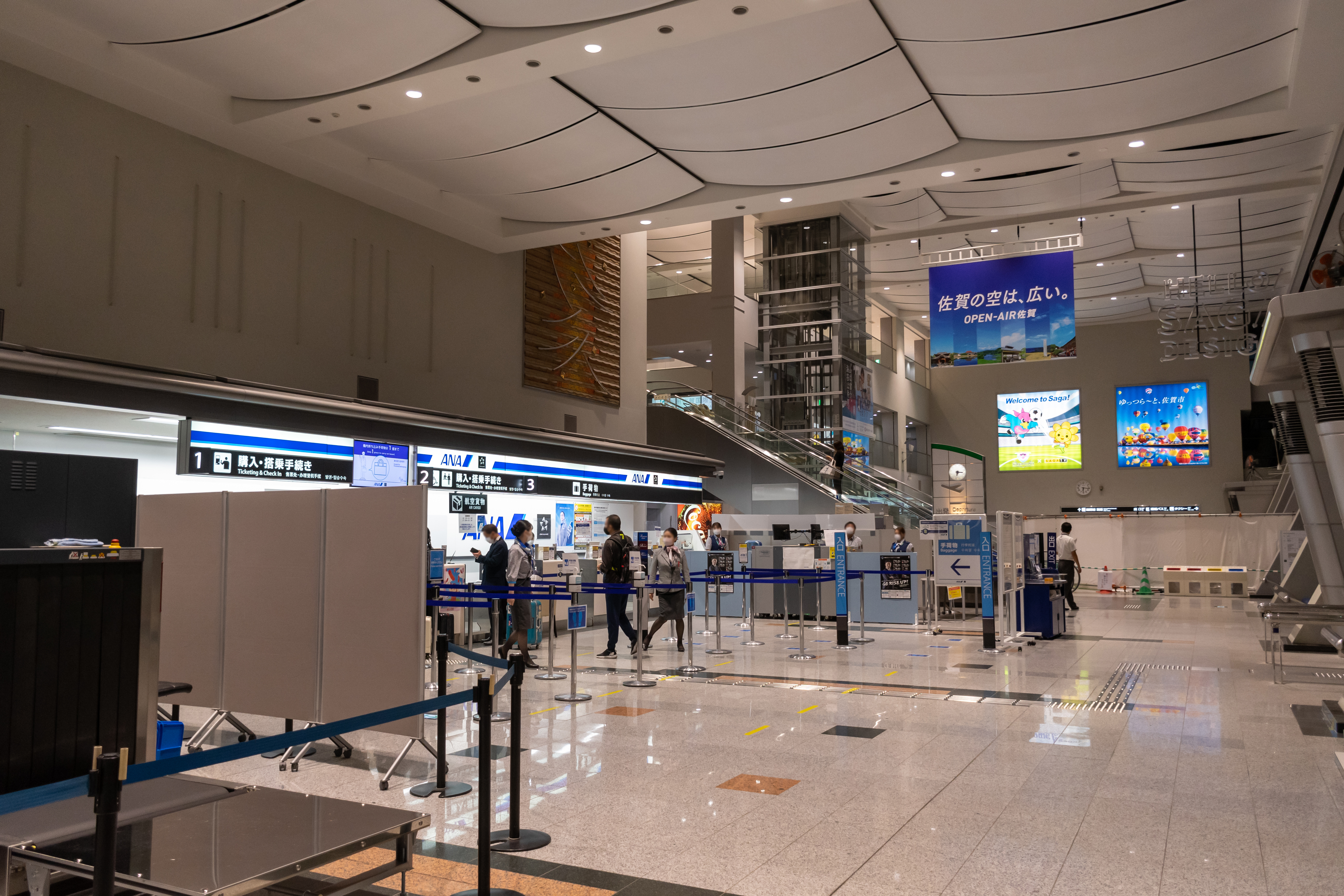
佐賀空港チェックインカウンター（2021年）

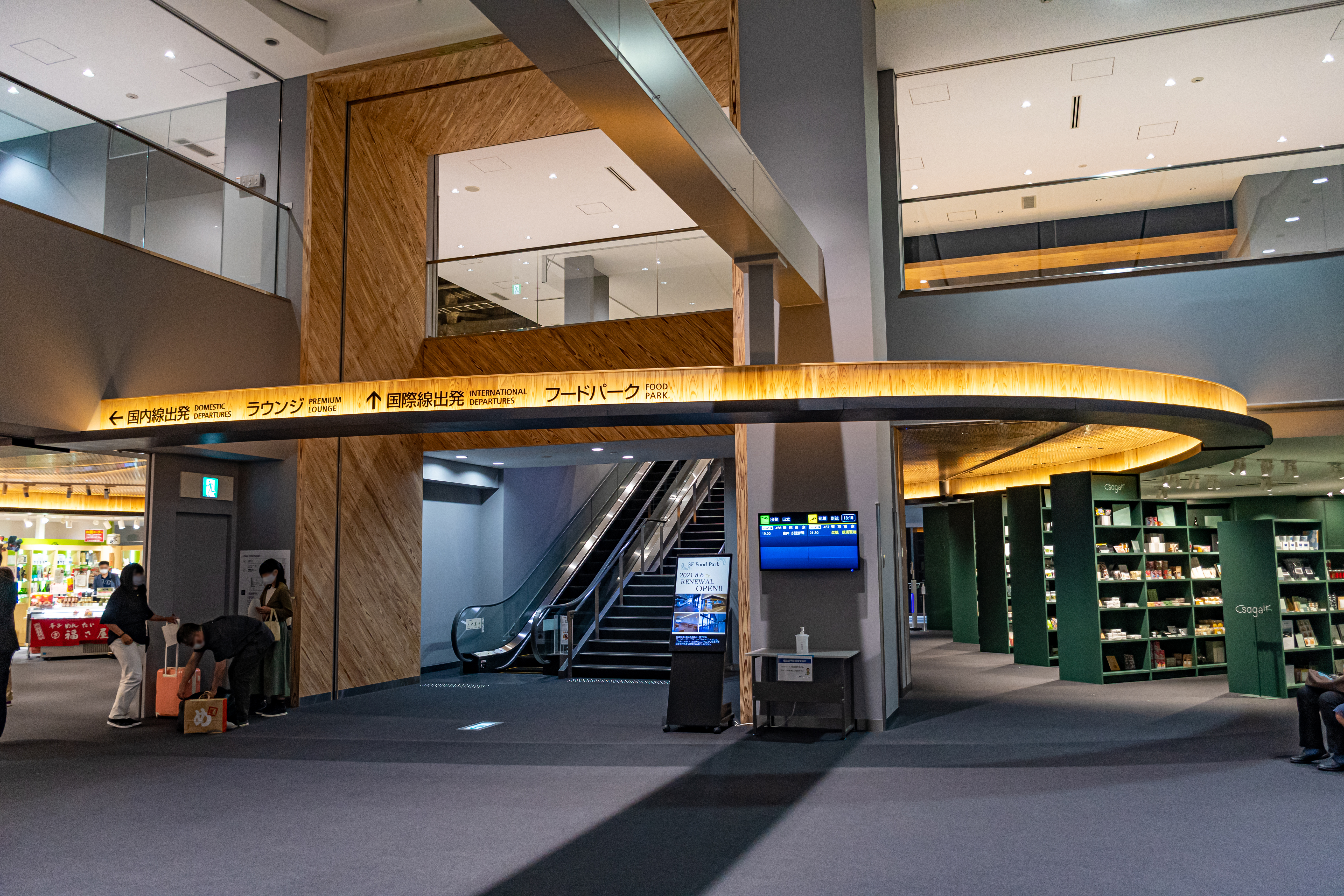
佐賀空港国内線ターミナル2階（2021年）

国際線ターミナルビル完成までは、国内線の空き時間に国際線を受け入れ、そのたびに税関や出入国管理、検疫に必要な審査台を運び入れるなどしていた。
平成31年4月～令和3年7月に増改築工事が行われ、各所の配置が変わり、固定橋と搭乗ブリッジがそれぞれ1カ所増えた。
- 1F：出入口　チェックインカウンター　国内線到着ロビー　自動販売機コーナー
- 2F：国内線保安検査場　国内線搭乗待合室（電源スポット、売店、喫煙所あり）Premium Lounge｢さがのがら｣　MARKET HALL
- 3F：国際線保安検査場　FOOD PARK
- RF：展望・送迎デッキ（2017年12月23日から無料）

MARKET HALL（お土産売り場）　…　ANA FESTA 佐賀ロビー店　佐賀工房　SAGAIR[サガエア－]　ガチャガチャコーナー
FOOD PARK（飲食など）　…　さがんれすとらん志乃 空港店　SKY LOUNGE（フリースペース）

### 国際線ターミナル
コストを抑え、国際線に欠かせない機能だけを配置した設計で、搭乗ブリッジやチェックインカウンターなどは国内線ターミナルと共用である。
平成31年～令和3年に増改築工事が行われ、保安検査場は国内線ターミナル側へ移設された。また、税関検査場などが増床され、到着ロビーへの経路が短縮された。
- 1F：国際線到着ロビー　税関検査場　手荷物受取場　動植物検疫
- 2F：検疫検査場　入国審査場　搭乗待合室（電源スポット、免税店、喫煙所あり）
- 3F：出国審査場　出国税関検査場

### レンタカーターミナル

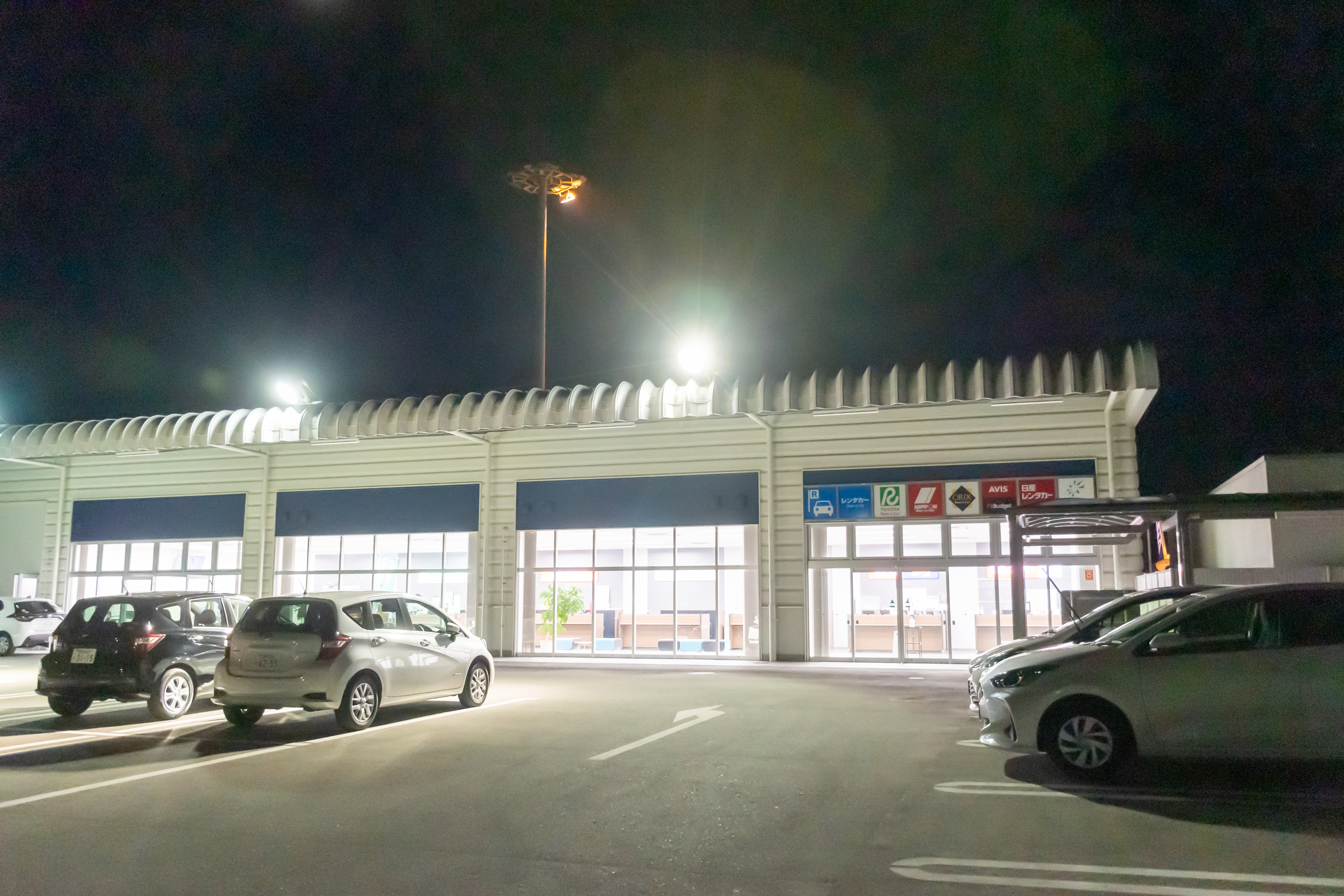
レンタカーターミナル（2021年）

令和元年5月にオープンしたレンタカー受付専用ターミナル。第1貨物ターミナルビルを改修して作られた。
ターミナル敷地内に車両受渡しスペースやレンタカー駐車スペース、洗車場がある。
- レンタカー会社：トヨタレンタカー　ニッポンレンタカー　日産レンタカー　オリックスレンタカー　バジェットレンタカー

### その他

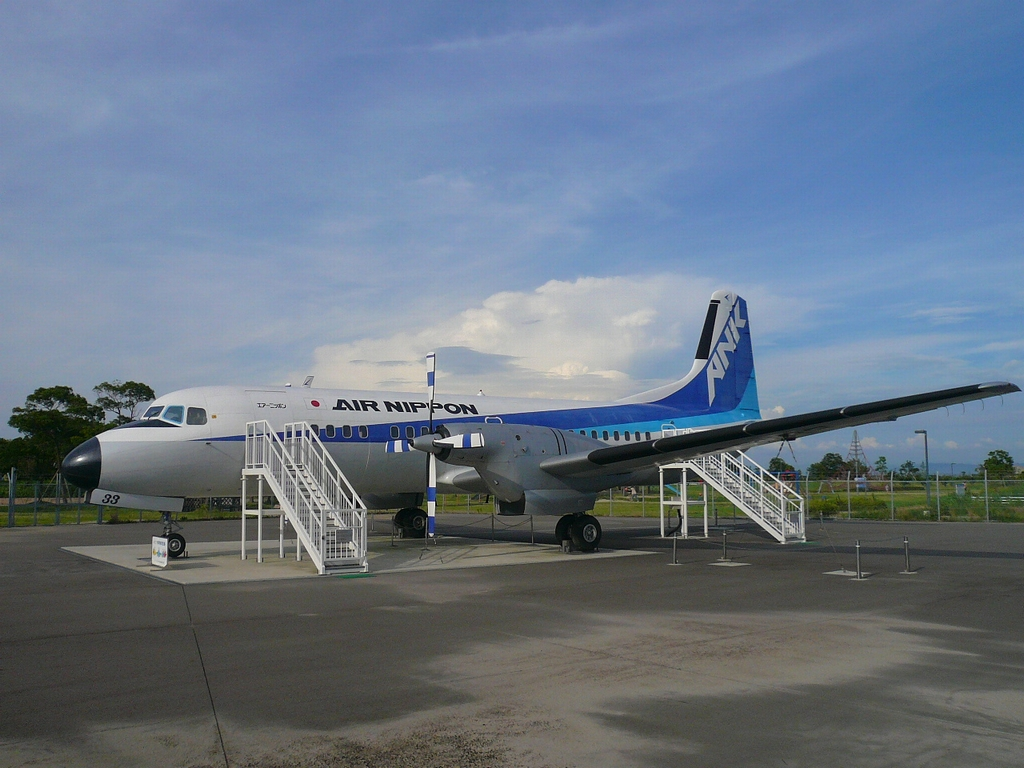
佐賀空港公園に展示されているYS-11A-500R

- 佐賀県警察航空隊 : 配備機材はベル206L-3（かささぎ）
- 佐賀南警察署佐賀空港警備派出所
- 国土交通省大阪航空局佐賀空港出張所
- 気象庁福岡管区気象台福岡航空地方気象台佐賀航空気象観測所
- 佐賀空港公園

敷地内には、現役引退後のYS-11機（JA8733）が保存されていた。この機体は、「空港に駐機する航空機が少なくて寂しい」として佐賀県がエアーニッポンに譲渡を要望、開港時の1998年7月に寄贈を受けたものである。2005年までは一般に公開され、その後は貨物ターミナルの増設と管理区域への立ち入り規制の厳格化に伴って非公開とされた。屋外に設置されていることによる損傷が目立っており、2009年12月に隣接する佐賀空港公園へ移動。再塗装などの整備を受けた上で2010年3月28日から一般公開されている。

## 就航路線

### 国内線
- 全日本空輸 (NH) [注 3]
  - 東京/羽田

### 国際線
- タイガーエア台湾 (IT) 
  - 台北/桃園（毎週日・木曜運航）

- ティーウェイ航空 (TW)
  - ソウル/仁川（毎週水・金・日運航）[48]

- 春秋航空 (9C)
  - 上海/浦東（毎週月・水・金運航）[49]

### 休廃止路線

#### 旅客便
国内線
| 航空会社                   | 就航地                 |
| -------------------------- | ---------------------- |
| 全日本空輸（ANA）          | 名古屋/小牧、大阪/伊丹 |
| 日本エアシステム（JAS）    | 大阪/伊丹              |
| スプリング・ジャパン (SJO) | 東京/成田              |

国際線
| 航空会社              | 就航地     |
| --------------------- | ---------- |
| 春秋航空 (9C)         | 深圳、西安 |
| ティーウェイ航空 (TW) | 釜山、大邱 |

## 空港へのアクセス

### 自動車
- 長崎自動車道 佐賀大和ICから車で40分。
- 空港での貸出しで、2名以上、利用時間24時間以内なら料金1,000円（消費税込）のレンタカーが利用できる。
- 駐車場 - 2022年12月20日に空港ターミナルビル前のエリア（収容台数89台）が有料化された。この有料エリア以外の駐車場は従来と同様、利用時間・利用日数にかかわらず無料で、収容台数は2000台以上。1ヶ月以上の長期間駐車の場合は佐賀空港事務所まで連絡が必要。

### バス
九州佐賀国際空港からの路線バスの行き先と時刻等の詳細情報は運行会社に関係なく「アクセスバス」に記載あり。
以下の事業者が佐賀空港への連絡バスを運行している。国際線接続便は国際線運航日のみ運行する。
- 佐賀市交通局 - 佐賀空港発着の航空各便に接続して佐賀駅バスセンターと佐賀空港を結ぶ路線を運行する。東京線接続便は途中の主要停留所に停車し、所要時間35分。国際線接続便は途中ノンストップで直行し、所要時間30分。
- 西日本鉄道（西鉄バス）・福岡 - 佐賀空港線 - 春秋航空の国際線に接続して福岡市と佐賀空港を結ぶ路線を運行する[50]。福岡市内の西鉄天神高速バスターミナル・テレQ前バス停・博多バスターミナルおよび佐賀県基山町の基山パーキングエリアに停車する。所要時間約2時間。

開港当初は佐賀市内のほかに佐賀県北部、佐賀県西部、福岡県南部方面向けにバス路線が設定されていたが、これらは利用客数の低迷によりわずか1年程度で相次いで廃止されている。

### リムジンタクシー
完全予約制の乗合タクシー（1人でも利用可）で、空港から概ね30km以内の佐賀県南部・南西部や福岡県南西部の各地に設定されている。運行会社・乗降場所・運賃などの詳細は佐賀空港ホームページ等を参照。佐賀県や経済団体などで構成する佐賀空港活性化推進協議会が支出する補助金によって、2004年12月に開設された嬉野温泉地区を皮切りに、2015年10月に運行開始された有田地区まで14路線が運行されている。利用客数については、最初に開設された嬉野温泉地区が3年半程度でおよそ2,000人の利用に止まるなど低迷していた が徐々に増加し、2014年度の利用者数は15,919人（空港総利用者数550,096人）。地区ごとの利用者は多い順に大牟田市3,239人、柳川・大川市2,520人、鹿島市1,979人、嬉野市1,885人となっている。

## その他

### マルチエアポート制
2008年7月1日より、福岡空港・北九州空港・佐賀空港の3空港発着の航空券にて、変更可能な航空券であれば乗降地を変更できるマルチエアポート制が適用されている。ただし羽田空港と成田空港などのように国際航空運送協会によって国際的に認められているものではなく、あくまでこれらの空港に共通して就航している航空会社が独自の裁量で実施しているものである。

### 九州国際空港案
都心部に近い福岡空港は、市街地における騒音問題から早朝深夜に運用できず、空港の拡張も難しい等の制約を抱えている。このことから、既存の佐賀空港を拡張し、成田、関西、中部に次ぐ九州国際空港を整備する案を佐賀商工会議所などが提唱している。
福岡市、熊本市、長崎市などへも周辺の道路や鉄道を利用する事で1時間前後でアクセスすることができ、北部九州における経済効果が見込まれる。しかしコストや需要の問題などから、現在まで実現の目途が立っていない。また、福岡空港の混雑解決策を検討した、国土交通省、福岡県、福岡市による「福岡空港調査連絡調整会議」は、近隣空港との連携は福岡空港の混雑の抜本的な解決策にはなり得ないと判断したため、実現の可能性は低くなっている。

### 夜間貨物便の就航
「空港から半径2キロ以内に民家がなく、空港周辺の騒音被害の心配がない」という触れ込みで、2004年に夜間貨物便の誘致に成功した。重量のある貨物機の運航により着陸料が増え、旅客便に比べ1便当たりの収入が3倍になっている。
しかし、空港周辺は佐賀市沿岸部の人口希薄地帯であるため騒音被害は発生していないが、飛行経路下には福岡県柳川市の 人口密度の高い地域も位置しているため、福岡県の自治体で騒音被害が問題となった。協議の末、住宅密集地域の上空を避けて飛行するなどの妥協案をとることとなり、深夜の空港付近での飛行ルートは昼間とは違うルートを採用していた。
就航当初は羽田と週14往復を結び、関西国際空港などにも便があったが徐々に縮小され、取扱量も2006年から2016年まで10年連続で減少した。2019年3月31日、物流環境の変化を理由に運行していた週5往復を全便運休。これにより着陸料収入は年間約3500万円減る見通し。

### 一般航空
佐賀空港内に本社を置くエス・ジー・シー佐賀航空が空中写真撮影や宣伝飛行、農薬散布、飛行訓練などの航空機使用事業や、不定期航空運送事業である遊覧飛行を行っており、ゼネラル・アビエーションの利用も行われている。
フライングクラブ佐賀の本拠地となっている。

### 佐賀空港が登場するアニメ作品
- ポケットモンスター XY&Z - 最終回にてセレナが降り立ったホウエン地方の空港が、当空港に酷似している。
- ゾンビランドサガ リベンジ - 第4話でアイアンフリルのメンバーが当空港に降り立つ描写がある。

## ギャラリー

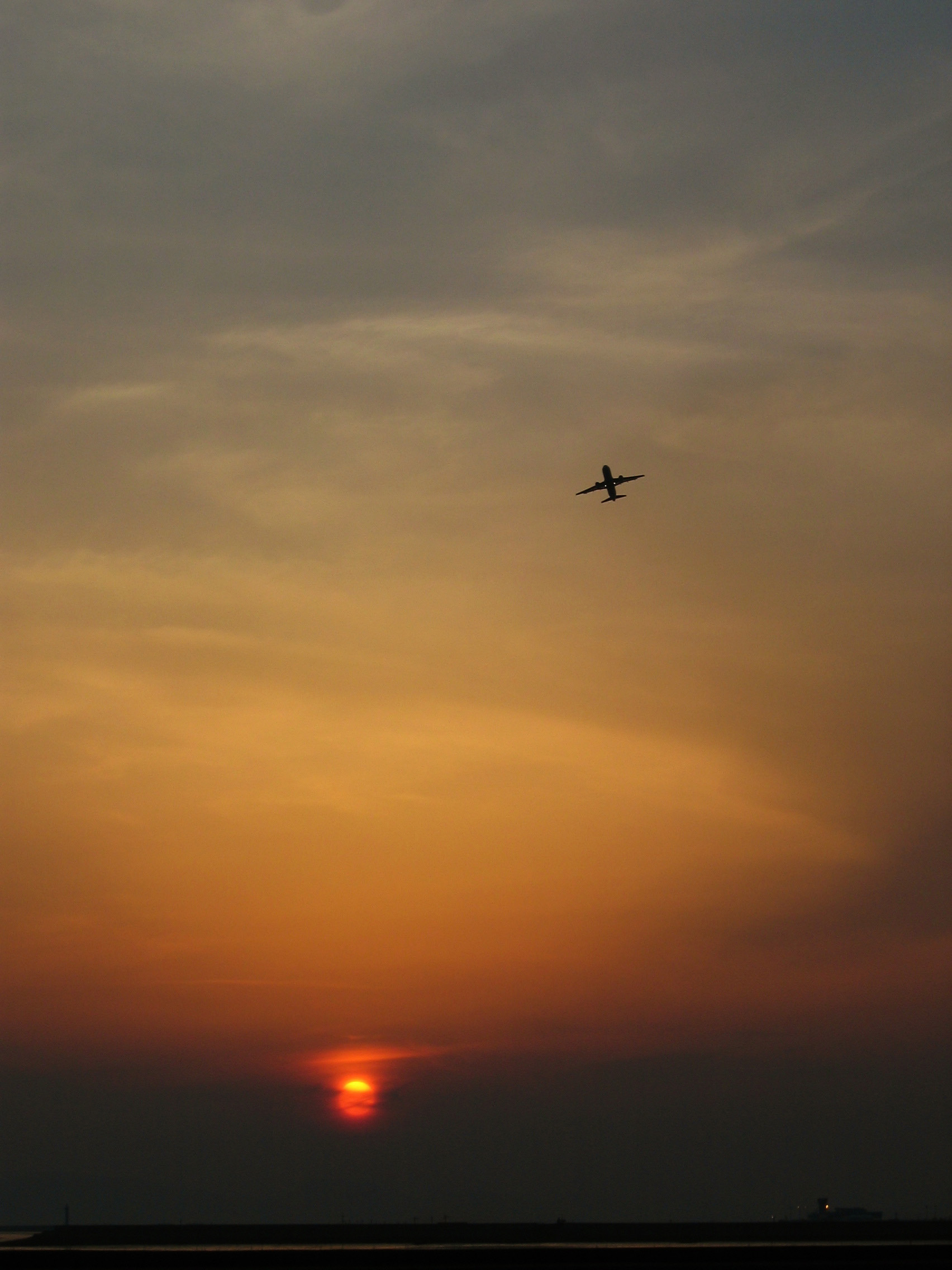
佐賀空港より飛び立った羽田行きANA456便
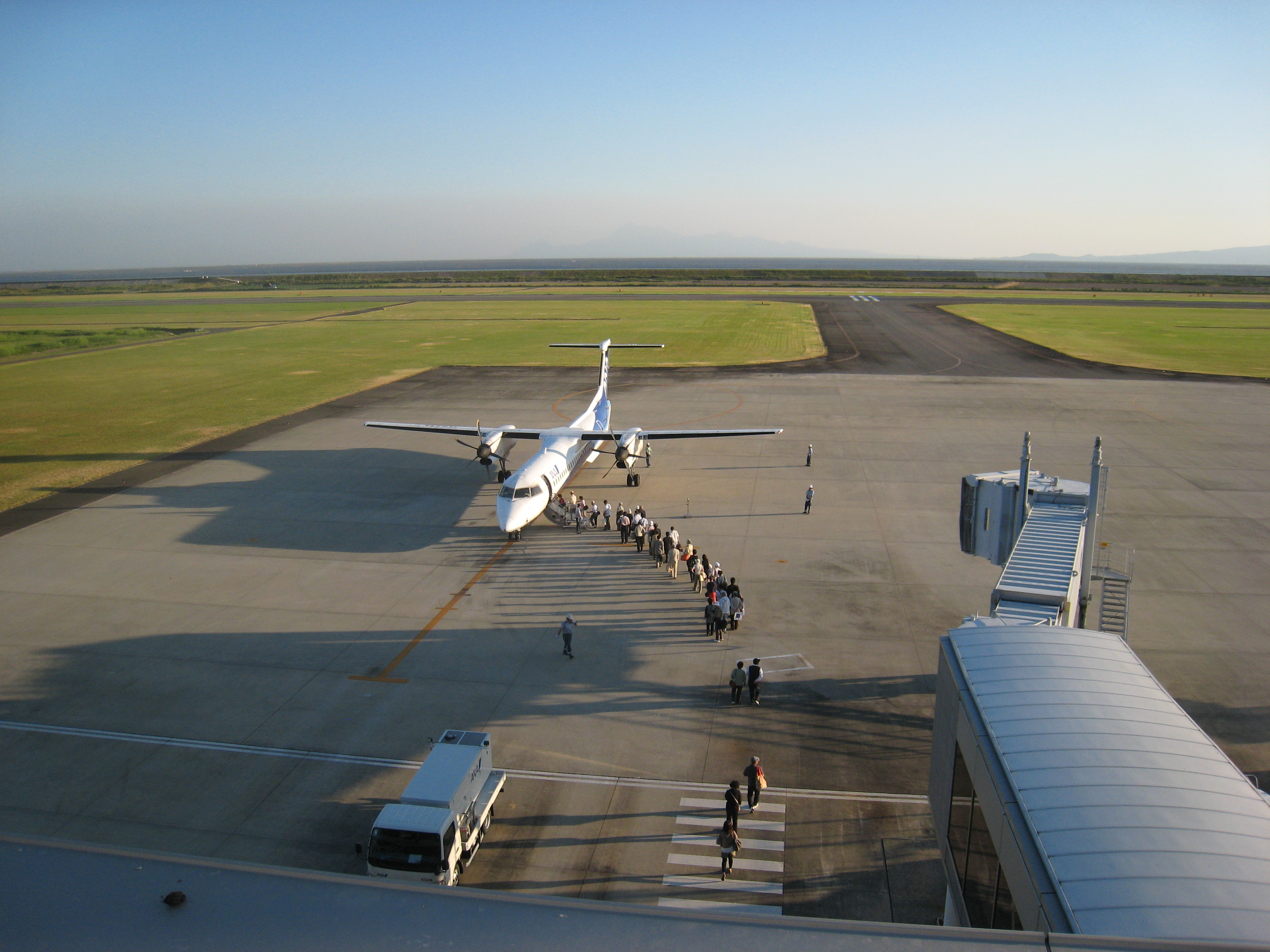
大阪便はボーディング・ブリッジでなくエアステアにて乗降していた
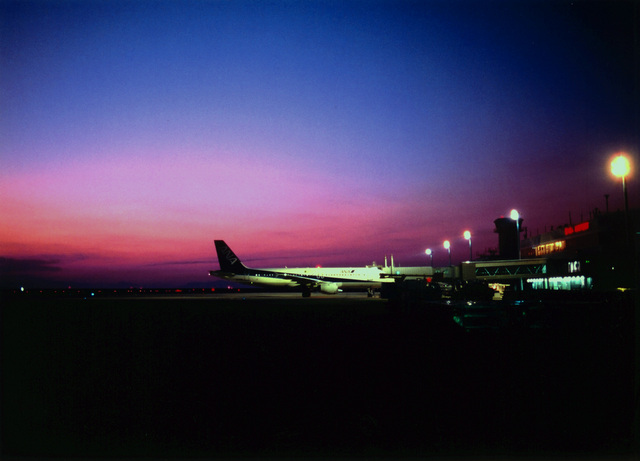
A320が羽田への出発の準備中
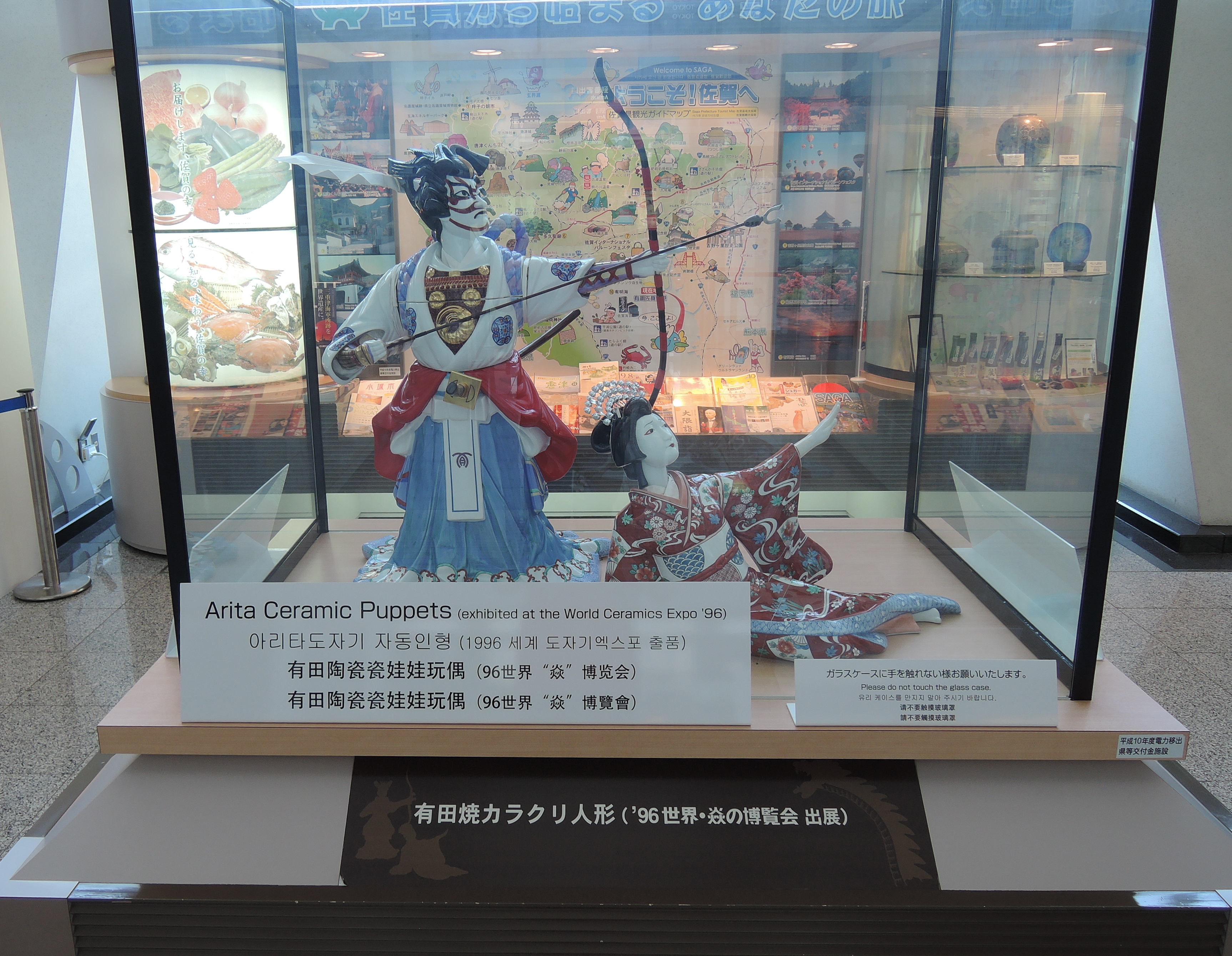
空港に展示してあった有田焼カラクリ人形（世界・焱の博覧会 出展）
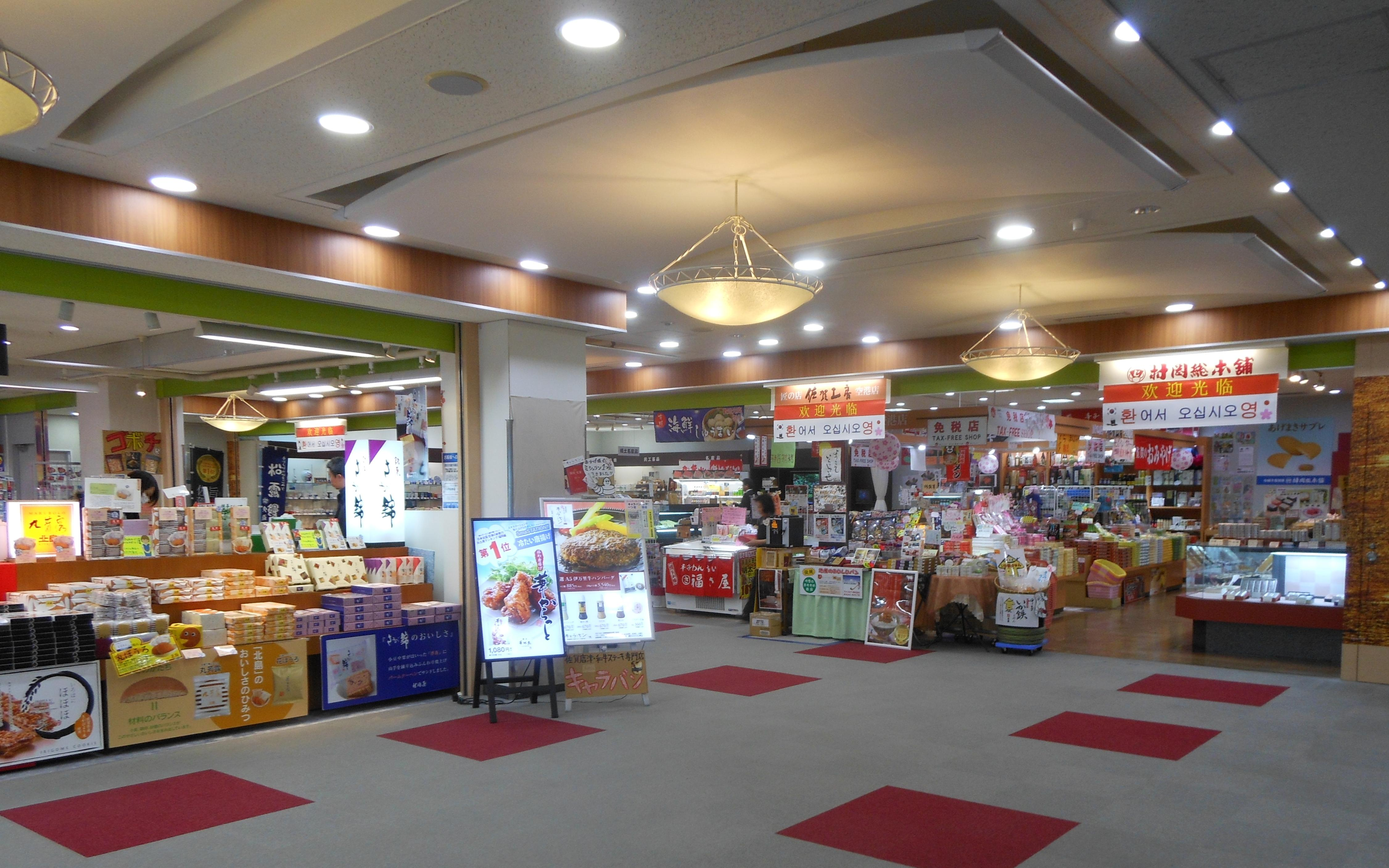
むっぴースカイショップ（お土産店）
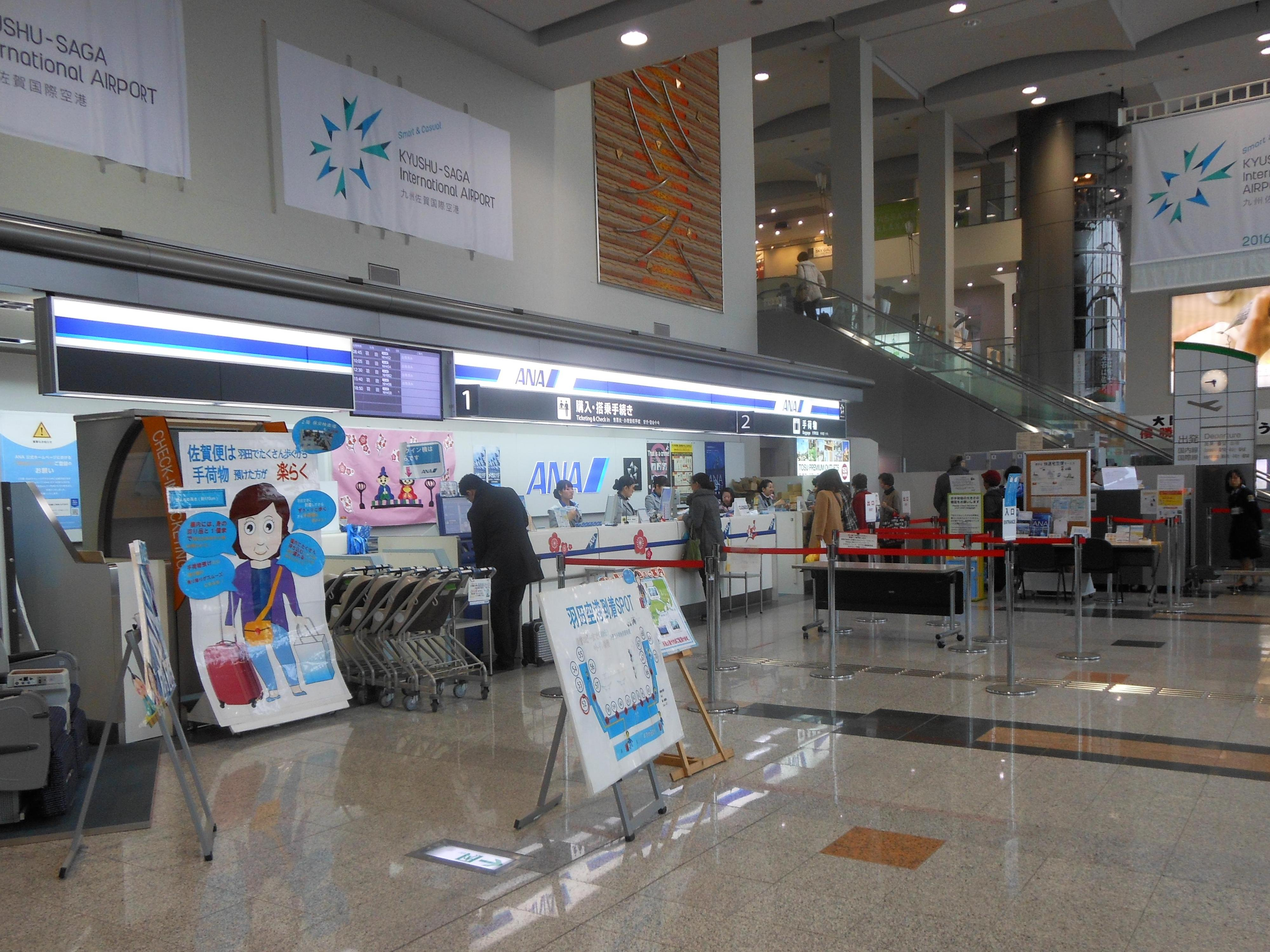
全日本空輸 (ANA) 搭乗カウンター
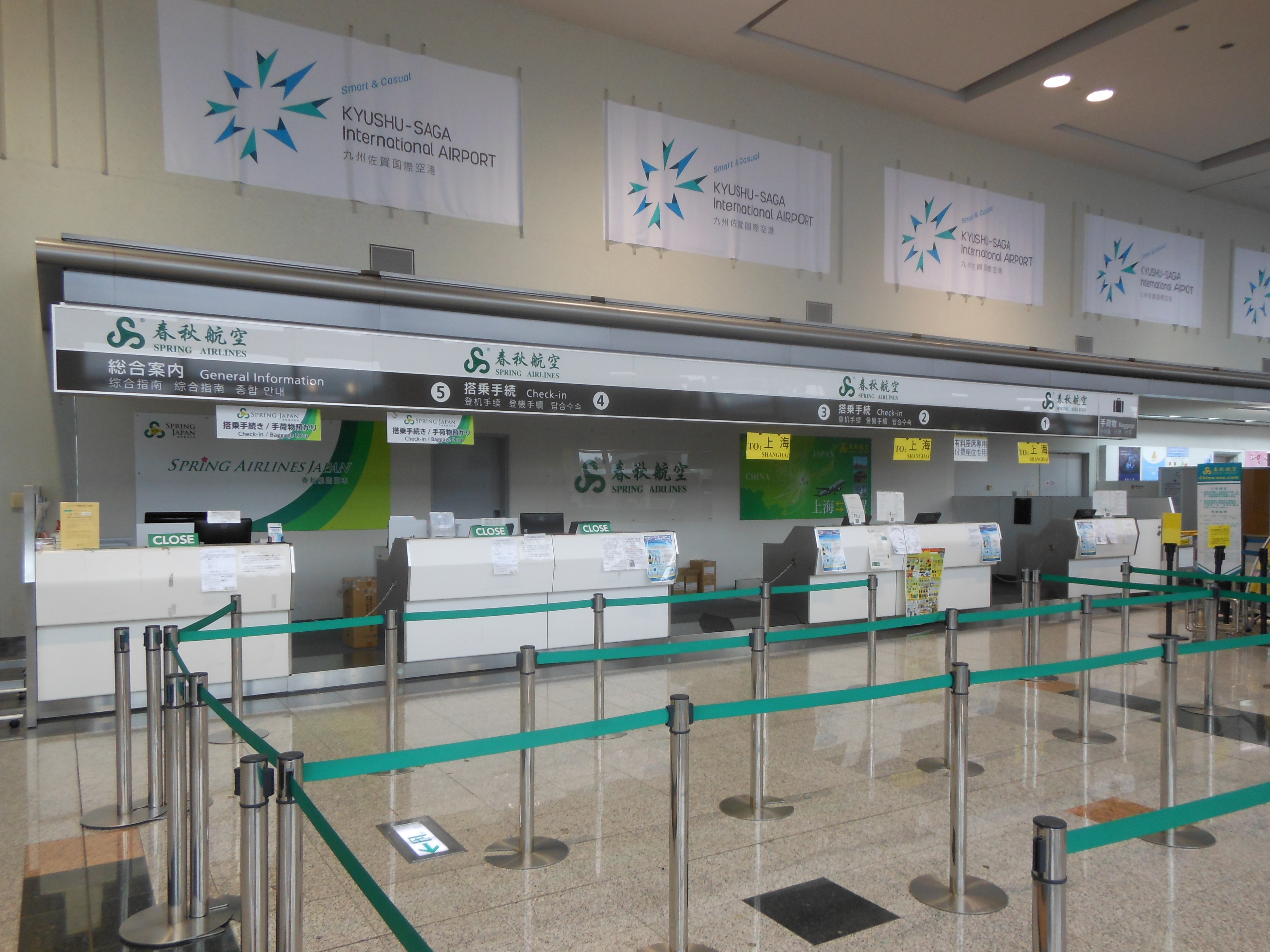
春秋航空搭乗カウンター
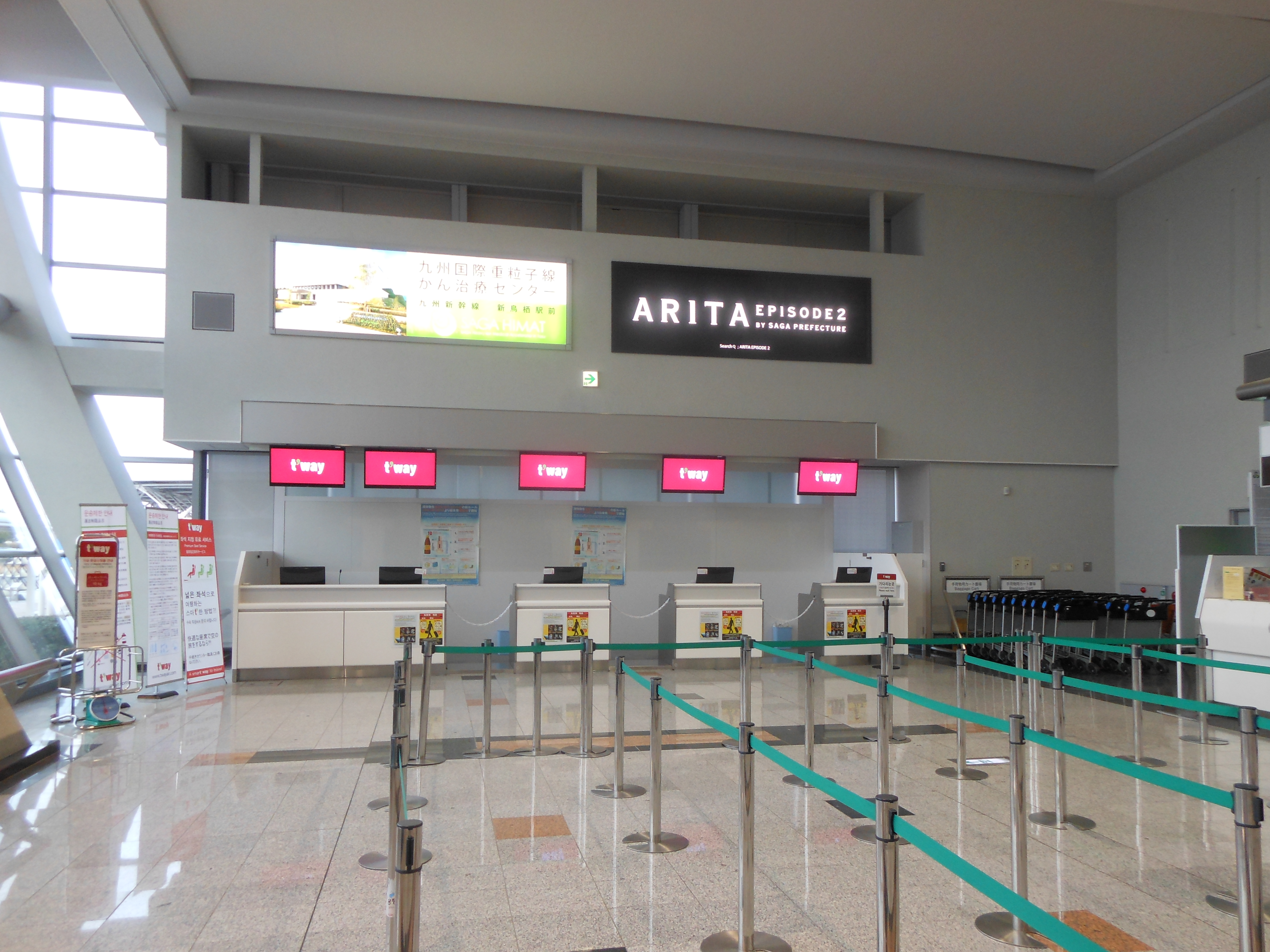
ティーウェイ航空搭乗カウンター